# British Home Championship 1887
De British Home Championship van 1887 was de 4e editie van de British Home Championship. Het toernooi werd gehouden van 5 februari tot en met 21 maart 1887. Schotland werd kampioen.

## Eindstand
| Team      | Gsp | W | G | V | DV | DT | DS  | Ptn |
| --------- | --- | - | - | - | -- | -- | --- | --- |
| Schotland | 3   | 3 | 0 | 0 | 9  | 3  | +6  | 6   |
| Engeland  | 3   | 2 | 0 | 1 | 13 | 3  | +10 | 4   |
| Wales     | 3   | 1 | 0 | 2 | 5  | 12 | −7  | 2   |
| Ierland   | 3   | 0 | 0 | 3 | 1  | 10 | −9  | 0   |

## Wedstrijden
|                                                    |                                                                             |       |         |                                                                                    |
| 5 februari 1887 «onderlinge duels» 14:30 uur (UTC) | Engeland                                                                    | 7 – 0 | Ierland | Bramall Lane, Sheffield Toeschouwers: 6.000 Scheidsrechter: Alexander Hunter (WAL) |
| 5 februari 1887 «onderlinge duels» 14:30 uur (UTC) | Fred Dewhurst 2', 87' Nevill Cobbold 25', 49' Tinsley Lindley 27', 43', 52' |       |         | Bramall Lane, Sheffield Toeschouwers: 6.000 Scheidsrechter: Alexander Hunter (WAL) |

|                                                          |                                                                    |       |                 |                                                                                  |
| 19 februari 1887 № 30 «onderlinge duels» 15:30 uur (UTC) | Schotland                                                          | 4 – 1 | Ierland         | Hampden Park, Glasgow Toeschouwers: 1.000 Scheidsrechter: Alexander Hunter (WAL) |
| 19 februari 1887 № 30 «onderlinge duels» 15:30 uur (UTC) | Willie Watt 5' Tom Jenkinson 43' Billy Johnston 55' Jimmy Lowe 75' |       | 43' Fred Browne | Hampden Park, Glasgow Toeschouwers: 1.000 Scheidsrechter: Alexander Hunter (WAL) |

|                                                     |                                                                    |       |       |                                                                                          |
| 26 februari 1887 «onderlinge duels» 15:00 uur (UTC) | Engeland                                                           | 4 – 0 | Wales | Kennington Oval, Lambeth, Londen Toeschouwers: 4.500 Scheidsrechter: Thomas Devlin (SCO) |
| 26 februari 1887 «onderlinge duels» 15:00 uur (UTC) | Jack Powell 14' (e.d.) Tinsley Lindley 55', 80' Nevill Cobbold 75' |       |       | Kennington Oval, Lambeth, Londen Toeschouwers: 4.500 Scheidsrechter: Thomas Devlin (SCO) |

|                                                       |                                                                         |       |                  |                                                                                  |
| 12 maart 1887 «onderlinge duels» 15:30 uur (UTC−0:25) | Ierland                                                                 | 4 – 1 | Wales            | Oldpark Avenue, Belfast Toeschouwers: 4.000 Scheidsrechter: James McKillop (SCO) |
| 12 maart 1887 «onderlinge duels» 15:30 uur (UTC−0:25) | Olphie Stanfield 20' Fred Browne 44' Jack Peden 65' Joseph Sherrard 70' |       | 55' Henry Sabine | Oldpark Avenue, Belfast Toeschouwers: 4.000 Scheidsrechter: James McKillop (SCO) |

|                                                  |                                       |       |                                                 |                                                                                     |
| 19 maart 1887 «onderlinge duels» 15:30 uur (UTC) | Engeland                              | 2 – 3 | Schotland                                       | Leamington Road, Blackburn Toeschouwers: 12.000 Scheidsrechter: John Sinclair (IRL) |
| 19 maart 1887 «onderlinge duels» 15:30 uur (UTC) | Tinsley Lindley 32' Fred Dewhurst 69' |       | 30' James McCall 68' Leitch Keir 70' John Allan | Leamington Road, Blackburn Toeschouwers: 12.000 Scheidsrechter: John Sinclair (IRL) |

|                                                  |       |                                           |           |                                                                                  |
| 21 maart 1887 «onderlinge duels» 15:30 uur (UTC) | Wales | 0 – 2                                     | Schotland | Racecourse Ground, Wrexham Toeschouwers: 2.000 Scheidsrechter: Alfred Hull (ENG) |
| 21 maart 1887 «onderlinge duels» 15:30 uur (UTC) |       | 40' William Robertson 80' Johnny Marshall |           | Racecourse Ground, Wrexham Toeschouwers: 2.000 Scheidsrechter: Alfred Hull (ENG) |